# Exército Nacional Wa
Exército Nacional Wa (birmanês:  ဝအမျိုးသားတပ်မတော်) é um grupo insurgente que opera no estado de Shan, Myanmar (Birmânia), perto da fronteira de Mianmar com a Tailândia. É o braço armado da Organização Nacional Wa.

## História
O Exército Nacional Wa foi fundado junto com a Organização Nacional Wa em 29 de julho de 1974, depois que o grupo original, Ka Kwe Ye, uniu forças com o Exército do Estado de Shan e com Lo Hsing Han. O grupo foi liderado por Mahasang, o filho do último sawbwa de Vingngun.
Em 1977, o Exército Nacional Wa rompeu laços com o Exército do Estado de Shan e aliou-se ao terceiro batalhão do Kuomintang que operava perto da fronteira entre Mianmar e China, liderado pelo general Li Wenhuan. Em 1983, a ala política do Exército Nacional Wa, a Organização Nacional Wa, uniu-se oficialmente à Força Democrática Nacional.
Na década de 1980, o Exército Nacional Wa operou no norte do estado de Shan, perto da fronteira entre Mianmar e Tailândia, mas não nas áreas montanhosas da região, que estavam sob o controle do Partido Comunista da Birmânia até 1989.
Em agosto de 1997, o Exército Nacional Wa assinou um acordo de paz com o governo da junta militar.